# Stine Brix
Stine Maiken Brix (født 3. april 1982 på Glostrup Hospital) er en dansk politiker som var medlem af Folketinget fra 2011 til 2019 for Enhedslisten valgt i Nordjyllands Storkreds. Hun var Enhedslistens ordfører for sundhed, psykiatri, handicap og IT.
Inden hun valgt i 2011 læste hun medicin og arbejdede som kommunikationsmedarbejder hos Enhedslisten. Hun har tidligere været journalist på Universitetsavisen.

## Baggrund
Brix blev født i 1982 på Glostrup Hospital.
Hun gik i folkeskolen Teglmoseskolen i Albertslund fra 1988 til 1998 og i Albertslund Amtsgymnasium fra 1998 til 2001.
Hun studerede på den Samfundsfaglig basisuddannelse på Roskilde Universitetscenter fra 2003 til 2005 og var fra 2006 medicinstuderende på Københavns Universitet.
Hun skrev en BA om jomfruhinden.
Hun har erhvervsmæssig erfaring som Plejehjemsassistent fra Plejehjemmet Engskrænten i Rødovre fra 2002 til 2005, som sygeplejevikar, Bispebjerg Akutmodtageafsnit, FADLs vagtbureau, fra 2007 til 2008.
Hun har desuden været journalist på Universitetsavisen fra 2007 til 2010.

## Politisk karriere
Stine Brix blev politisk aktiv i Danske Gymnasieelevers Sammenslutning, hvor hun var valgt til bestyrelsen og desuden var sekretariatsleder i 2001/2002. Siden har hun været aktiv i studenterpolitik, kampagnen Genstart Danmark samt i Kirkeasyl-kampagnen for de irakiske flygtninge i Brorsons Kirken i 2009.
Hun har været medlem af Enhedslisten siden 2002 og medlem af partiets hovedbestyrelse siden 2009. 
I 2009 blev hun folketingskandidat for partiet i Aabenraakredsen, men skiftede i 2010 til Aalborg Østkredsen.
Fra 2010 til 2011 var hun Kampagne- og kommunikationsmedarbejder hos partiet.
Ved Folketingsvalget den 15. september 2011 blev hun valgt ind for Nordjyllands Storkreds.
Efter valget til Folketinget påtog hun sig rollerne som Enhedslistens Sundheds- og forebyggelsesordfører, psykiatriordfører, handicapordfører og it-ordfører.
I Folketinget har hun en række udvalgsposter: Tilsynet i henhold til grundlovens § 71, Finansudvalget, Udvalget for Fødevarer, Landbrug og Fiskeri, Ligestillingsudvalget, Skatteudvalget, Sundheds- og Forebyggelsesudvalget, Udvalget vedrørende Det Etiske Råd.
Som sine mærkesager angiver Brix emner omkring arbejdsløse, jobskabelse og sygehuse.
Som jobskabelse vil hun udbygge vindmøller, offentlig transport og isolere offentlige bygninger, og mener at der derved kan skabes 50.000 grønne job i Danmark.
Hun ønsker at fjerne offentlige betalinger til private hospitaler og bevare lokale sygehuse.
I september 2013 valgtes Brix som ny gruppeformand for Enhedslisten folketingsgruppe, da den tidligere Per Clausen ikke vil genopstille til næste folketingsvalg.

## Link
- Stine Brix på Folketingets hjemmeside